# Varuna (isten)
Varuna (dévanágari:  वरुण, IAST: Varuṇa) a védikus vallásokban, elsősorban a brahmanizmusban  az ég, az óceán és a csillagok istene, aki az alatta fekvő világok  törvényei felett őrködik.  Bár a Rigvéda csak mintegy tucat himnuszt szentel neki, mégis a korai védikus istenek, egyik legfontosabb képviselője.  A védák előtti korban ő volt a kozmosz legfőbb ura, az isteni rend fenntartója, az esőt hozó. Ő az úgynevezett mindenható, és mindentudó, felelős a nap mozogásáért az égen, a nappalok és éjszakák váltakozásáért, ő szabja meg a föld helyzetét és alakját, felügyeli a madarak  repülését,  kémei, a szpásák révén jelen van minden összejövetelen,és  ismer minden születő gondolatot. Ismeri a múltat és jövőt! Szigorú istennek tartják, az erkölcstelen tett és gondolat megtorlójának, a vallási szertartásrend  megszegőit, kíméletlenül megbünteti!
A rita, azaz a mindenek felett álló törvény őrzője. 
A hívő, hinduk máig rigvédikus mantrákkal imádkoznak hozzá.

## Jellemzői, fejlődése a mitológiában
A neve azt jelenti: „aki magában van”, és ez valószínűleg az égre utal, amelynek csatornáit szabályozva esőt hoz a földre. Varuna a kozmikus rend fenntartója, az az erő, ami a kozmoszt működteti. Szorosan kapcsolódik  Mitrához, akinek néhány mítoszban az ikertestvére, gyakoribbak is a mindkettőjükhöz írt himnuszok (Mitrávaruna), mint amelyek csak egyikükhöz. Varuna egyike az áditjáknak, aszúra is lehetett akkor, amikor ezek a lények még istenszerűek voltak, és még nem váltak démonokká. Varuna a  Hold és a Szóma, az istenek italának a megtestesülése. Fehér bőrszínnel  ábrázolják, arany páncéljában a  Makarán, a félelmetes  tengeri szörnyön lovagol, kezében egy hurkot vagy lasszót tart, amelyet kígyóból készített.
Varuna a fenntartója  az égi vizeknek, amelyek áramlását az égen teremtett nyílások segítségével szabályozza. Imádata nagy tisztelettel párosul, hiszen aszúra volt, félig démon, aki bármikor képes  megbüntetni a halandókat, akik megszegték ígéreteiket. Ő a kozmikus hóhér, akinek szokásos büntetési módszere  az volt, hogy a kígyóból készített hurkot a bűnös nyakába dobta. A halottak urának is tartották, ebben a minőségében osztozott Jamával, és felruházta halhatatlansággal a halandókat, ha úgy döntött.
A védikus időkben Varuna imádata visszaszorult, ahogy őt  felváltotta Indra, az istenek királya. Ennek egyik lehetséges oka  Indra leghíresebb hősi cselekedetére vezethető vissza.  Amikor Vritra démon ellopta a világegyetem összes vizét, amelyekért  Varuna volt a felelős,  Indra, aki megvívta a harcát a démonnal, visszaszerezte azokat. Ezzel a tettével Indra kiszorította a hatalomból feljebbvalóját, és így  az istenek királya lett. Később Varuna  az óceánok és folyók istenévé vált, bár továbbra is fontos istenként tisztelték, régi szerepét a hindu panteonban már nem tudta visszanyerni.  A hinduizmus fejlődése során Varuna jelentősége  még inkább elhalványult  Siva és Visnu mellett. Egyes vélemények szerint személye   a zoroasztriánus legfőbb istenhez, Ahura Mazdához köthető.